# Ochotona gaoligongensis
Ochotona gaoligongensis és una espècie de pica de la família dels ocotònids que viu a la Xina.